# Variușîne, Veselînove
Variușîne (în ucraineană Варюшине) este localitatea de reședință a comunei Variușîne din raionul Veselînove, regiunea Mîkolaiiv, Ucraina.

## Demografie
Componența lingvistică a localității Variușîne
     Ucraineană (89,57%)
     Rusă (10,13%)
     Alte limbi (0,29%)
Conform recensământului din 2001, majoritatea populației localității Variușîne era vorbitoare de ucraineană (89,57%), existând în minoritate și vorbitori de rusă (10,13%).